# Sampson County
Sampson County ist ein County im Bundesstaat North Carolina der Vereinigten Staaten. Der Verwaltungssitz (County Seat) ist Clinton, das nach Richard Clinton benannt wurde, auf dessen Land der Ort errichtet wurde.

## Geographie
Das County liegt im mittleren Südosten von North Carolina, ist im Südosten etwa 60 km vom Atlantik, im Südwesten etwa 70 km von South Carolina entfernt und hat eine Fläche von 2454 Quadratkilometern, wovon 5 Quadratkilometer Wasserfläche sind. Es grenzt im Uhrzeigersinn an folgende Countys: Johnston County, Wayne County, Duplin County, Pender County, Bladen County, Cumberland County und Harnett County.
Sampson County ist in 19 Townships aufgeteilt: Belvoir, Dismal, Franklin, Halls, Herring, Honeycutt, Lisbon, Little Coharie, McDaniels, Mingo, Newton Grove, North Clinton, Piney Grove, Plain View, South Clinton, South River, Taylors Bridge, Turkey und Westbrook.
Der Clinton–Sampson County Airport befindet sich 4 km südwestlich des Stadtzentrums von Clinton.

## Geschichte
Sampson County wurde 1784 aus Teilen des Duplin County gebildet. Benannt wurde es nach John Sampson, einem Mitglied im britischen House of Commons (Unterhaus).

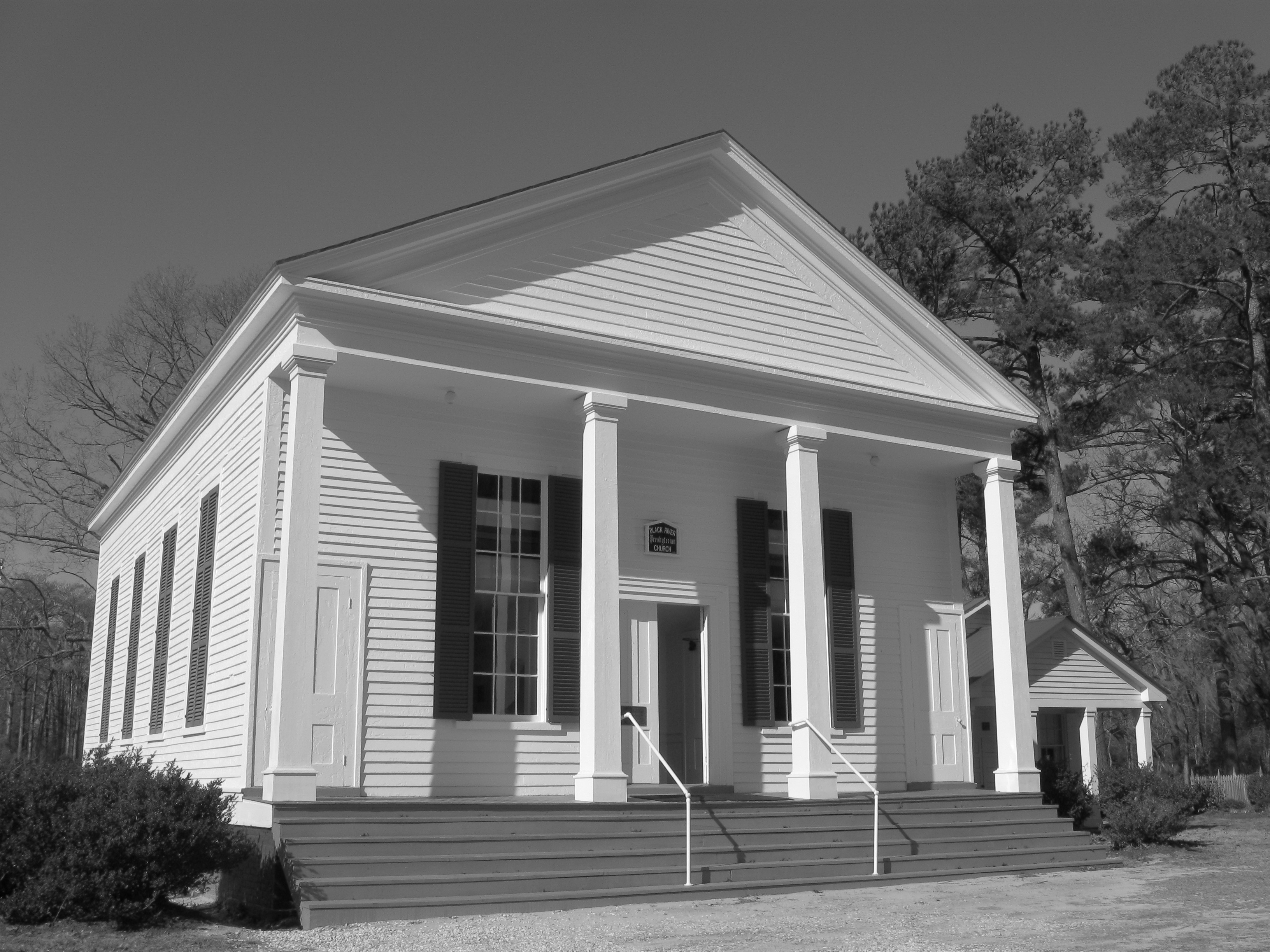
Die Black River Presbyterian and Ivanhoe Baptist Churches (2009) ist einer von 50 Einträgen des Countys im National Register of Historic Places.

50 Bauwerke und Stätten des Countys sind insgesamt im National Register of Historic Places eingetragen (Stand 15. März 2018).

## Demografische Daten
Nach der Volkszählung im Jahr 2000 lebten im Sampson County 60.161 Menschen in 22.273 Haushalten und 16.214 Familien. Die Bevölkerungsdichte betrug 25 Einwohner pro Quadratkilometer. Ethnisch betrachtet setzte sich die Bevölkerung zusammen aus 59,76 Prozent Weißen, 29,95 Prozent Afroamerikanern, 1,81 Prozent amerikanischen Ureinwohnern, 0,31 Prozent Asiaten, 0,09 Prozent Bewohnern aus dem pazifischen Inselraum und 6,95 Prozent aus anderen ethnischen Gruppen; 1,13 Prozent stammten von zwei oder mehr Ethnien ab. 10,77 Prozent der Bevölkerung waren spanischer oder lateinamerikanischer Abstammung.
Von den 22.273 Haushalten hatten 33,4 Prozent Kinder unter 18 Jahren, die bei ihnen lebten. 53,6 Prozent davon waren verheiratete, zusammenlebende Paare, 14,3 Prozent waren allein erziehende Mütter und 27,2 Prozent waren keine Familien. 23,7 Prozent waren Singlehaushalte und in 10,2 Prozent lebten Menschen mit 65 Jahren oder älter. Die Durchschnittshaushaltsgröße betrug 2,64 und die durchschnittliche Familiengröße war 3,09 Personen.
25,8 Prozent der Bevölkerung waren unter 18 Jahre alt. 9,4 Prozent zwischen 18 und 24 Jahre, 29,7 Prozent zwischen 25 und 44 Jahre, 22,3 Prozent zwischen 45 und 64, und 12,8 Prozent waren 65 Jahre alt oder Älter. Das Durchschnittsalter betrug 35 Jahre. Auf alle weibliche Personen kamen 98,2 männliche Personen. Auf alle Frauen im Alter von 18 Jahren oder darüber kamen 95,9 Männer.
Das jährliche Durchschnittseinkommen eines Haushalts betrug 31.793 $ und das jährliche Durchschnittseinkommen einer Familie betrug 38.072 $. Männer hatten ein durchschnittliches Einkommen von 26.806 $ gegenüber den Frauen mit 20.657 $. Das Prokopfeinkommen betrug 14.976 $. 17,6 Prozent der Bevölkerung und 13,5 Prozent der Familien lebten unterhalb der Armutsgrenze. 21,5 Prozent von ihnen sind Kinder und Jugendliche unter 18 Jahre und 21,5 Prozent sind 65 Jahre oder älter.